# Brooker Highway
Der Brooker Highway ist eine Stadtautobahn im Süden des australischen Bundesstaates Tasmanien. Sie wird auch Northern Outlet genannt und stellt die Hauptverkehrsader durch die nördlichen Vororte von Hobart und Verbindung der Hauptstadt mit den Städten im Norden von Tasmanien dar. Sie gehört zu den meistbefahrenen Straßen Tasmaniens.

## Verlauf
Der Brooker Highway verläuft vom Stadtzentrum Hobarts ca. 17 km nach Norden durch die nördlichen Vororte und die Stadt Glenorchy. Dabei verbindet er mehrere Industrie- und Gewerbegebiete entlang der alten Hauptstraße. Der Brooker Highway ist eine autobahnähnliche Straße und mit Ausnahme des Anschlusses an den Domain Highway (B36) haben nur die nördlichen Streckenabschnitte höhenfreie Ein- und Ausfahrten. Die wichtigsten höhengleichen Anschlüsse sind als Ampelkreuzungen und Kreisverkehre ausgeführt.

## Geschichte

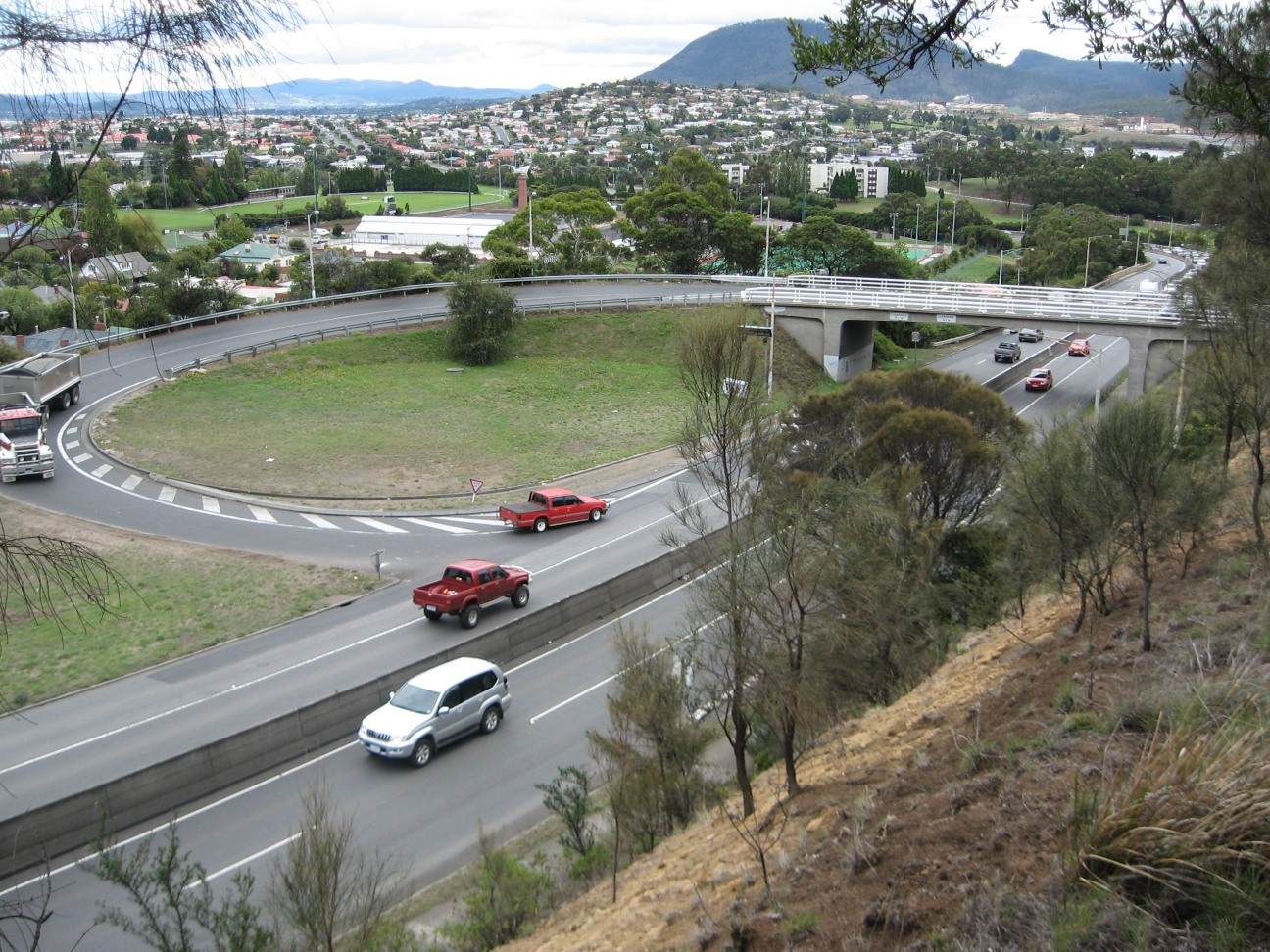
Anschluss des Domain Highway in Cornelian Bay

Die alte Brooker Avenue wurde 1961 als zweispurige Straße vom Ende der Liverpool Street zur Elwick Road gebaut. 1965 kam die Hobart Area Transportation Study heraus, die einen umfangreichen Entwicklungsplan für den Brooker Highway enthielt. Bis 1968 wurde die Brooker Avenue auf die doppelte Breite gebracht und die Straßenarbeiten hatten bereits Berriedale erreicht. 1977 wurde der Highway nach Norden und schloss die Claremont Link Road an. 1983 erreichte der Brooker Highway die heutige Länge und bildet die Verbindung nach Granton und zur Brücke bei Bridgewater. Der Brooker Highway ersetzte damit den alten Midland Highway zwischen dem Stadtzentrum von Hobart und Granton, der entlang der Elizabeth Street, der New Town Road und der Main Road durch die dicht besiedelten Gebiete von New Town, Moonah, Glenorchy, Rosetta, Montrose, Claremont und Berriedale. Dies war der erste größere Autobahnbau in der Region Hobart und wurde nach dem damaligen Transportminister von Tasmanien, Edward Brooker, benannt.

## Verlauf
Der Highway beginnt im Stadtzentrum von Hobart an der Kreuzung mit dem Eastern Outlet (A3), der Davey Street (A6) und der Macquarie Street (A6). Das Eastern Outlet (im Verlauf des Tasman Highway) führt nach Osten über die Tasman Bridge, am Flughafen vorbei und weiter zur Ostküste der Insel. Davey Street und Macquarie Street führen zum Southern Outlet, das den Verkehr wiederum Richtung Kingston und Huonville weiterleitet.
Neben dem Anschluss an Davey Street und Macquarie Street ist die wichtigste Anbindung im Stadtzentrum der dreispurige Kreisverkehr am Nordostende der Liverpool Street. Weil dieser Kreisverkehr in unmittelbarer Nähe des damaligen Hauptbahnhofes errichtet wurde, heißt er bis heute ‚’Railway Roundabout’’. Die abgesenkte, bepflanzte Mitte des Kreisverkehrs dient als Fußgängerkreuzung und ist durch Tunnel mit den beiden Seiten der Liverpool Street verbunden, dem Standort des alten Bahnhofes im Nordosten, und Domain und der Vorstadt The Globe im Nordwesten. Früher gab es an Stelle des Kreisverkehrs eine Kreuzung ohne Ampeln, aber die allmähliche Zunahme des Verkehrs, besonders vom Ostufer des Derwent River sorgte bald für Staus in der Hauptverkehrszeit. Man stellte Ampeln auf, die die Situation auch zunächst entschärften, und ergänzte später Direktverbindungen von der Tasman Bridge zur Davey Street und Macquarie Street zur weiteren Verbesserung des Verkehrsflusses. Auch andere Straßen im Stadtzentrum sind an den Brooker Highway angeschlossen, aber die meisten davon sind auf ihrer ganzen Länge zum Rand der Innenstadt an der Risdon Road nur eingeschränkt befahrbar.

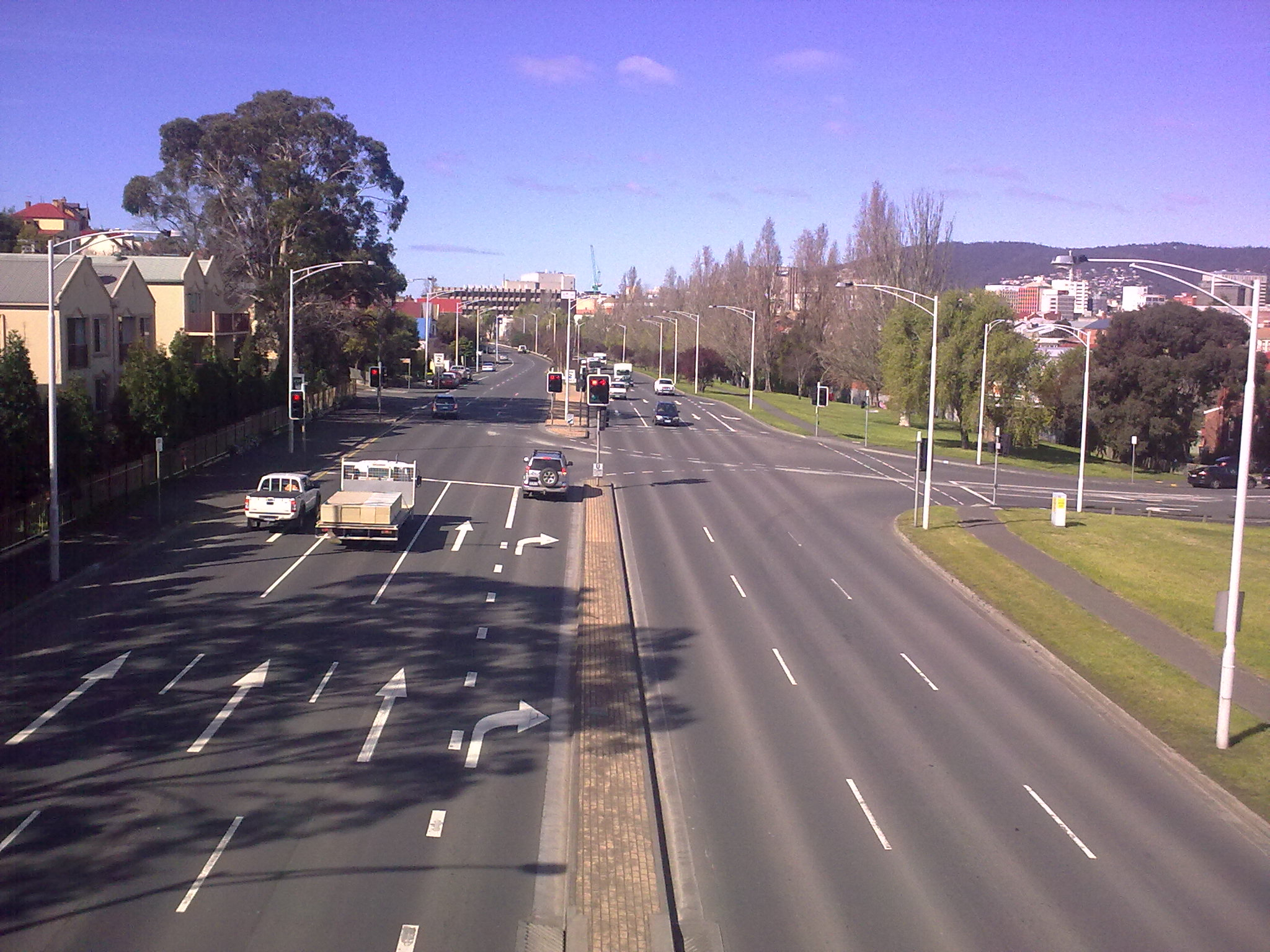
Der Highway in Hobart

Auf dem Streckenabschnitt durch Glenorchy besitzt der Brooker Highway lange, mehrspurig ausgebaute Strecken, z. B. an der Risdon Road, der Elwick Road und der Derwent Park Road. Für sein Alter ist der Highway in akzeptablem Zustand und es gibt nur einige Stunden am Tag Staus.
Bäume begrenzen auf etlichen Kilometern den Mittelstreifen und an den Straßenrändern sorgen Zäune an verschiedenen Stellen dafür, dass Fußgänger keinen Zugang haben. Der Highway führt an Domain, an den Cornelian Bay Hockey Grounds, dem Rugby Park, den Royal Hobart Showgrounds, dem Tattersall Park und dem Derwent Entertainment Centre vorbei.
An seinem Nordende in Granton ist der Brooker Highway mit dem Midland Highway (N1) – Richtung Launceston und dem Lyell Highway (A10) – Richtung Westküste – verbunden.

## Jüngste Geschichte
Im April 2007 wollte das Department of Infrastructure, Energy and Resources die alten, rostigen Straßenlaternen zwischen Risdon Road und Cleary's Gates Road austauschen. Die sind über 40 Jahre alt und waren die ersten Straßenlaternen am Highway. Dies führte zum Streit mit dem Stadtrat von Hobart, der argumentierte, dass die Straßenlaternen immer noch in gutem Zustand und ein bekanntes Detail an der Einfahrt nach Hobart seien. Schließlich erklärte sich der Stadtrat mit dem Austausch einverstanden, bat aber Minister Jim Cox, die verzierten Laternenarme zu erhalten und auf neue Masten setzen zu lassen.
Das Department of Infrastructure, Energy and Resources möchte auch die Ausfahren an der Elwick Road und der Goodwood Road neu trassieren, sodass Ampeln eingespart werden können und die Streckenführung klarer wird. Der Kreisverkehr in Goodwood soll durch Ampeln ersetzt werden. Die tasmanische Staatsregierung gab auch bekannt, dass man den Anschluss des Domain Highway überarbeiten will, um die Verkehrsflüsse zu verbessern. In diesem Zuge soll der Brooker Highway zwischen Domain Highway und Risdon Road sechsspurig ausgebaut werden.
Kürzlich sah sich die Regierung auch Forderungen der Stadt nach einer Verbesserung der Fußgängerbrücken über den Highway in Goodwood gegenüber. Insbesondere sollen Treppen verschwinden, die Hindernisse für Ältere und Behinderte darstellen.

## Notlandung auf dem Highway 2010
Am 4. April 2010 sorgte der 18-Jährige Pilot Patrick Humpries für weltweite Schlagzeilen, als er wegen Problemen mit seinem Flugzeug den üblicherweise vielbefahrenen Highway als Notlandestreifen nutzte. Humpries blieb unverletzt und es kam zu keinen Unfällen mit Autos.

## Ein- und Ausfahrten
| Brooker Highway                                        |                                    |                                   |                                                                       |
| Ein- und Ausfahrten Richtung Süden                     | Entfernung zum Tasman Highway (km) | Entfernung zum Lyell Highway (km) | Ein- und Ausfahrten Richtung Norden                                   |
| Ende Brooker Highway zur Davey Street nach Hobart      | 0                                  | 18,5                              | Beginn Brooker Highway von der Macquarie Street                       |
| Bellerive, Sorell Tasman Highway                       | 0                                  | 18,5                              | Bellerive, Sorell Tasman Highway                                      |
| Keine Einfahrt                                         | 0,2–0,3                            | 18,3–18,2                         | Hobart Collins Street, Sackville Street                               |
| Hobart Liverpool Street (West) (nur Ausfahrt)          | 0,4                                | 18,1                              | Hobart Liverpool Street (West) (nur Ausfahrt)                         |
| Bellerive Liverpool Street (Ost)                       | 0,4                                | 18,1                              | Hobart Bathurst Street (nur Einfahrt)                                 |
| Hobart Bathurst Street (nur Einfahrt)                  | 0,4                                | 18,1                              | Bellerive Liverpool Street (Ost)                                      |
| Glebe Edward Street                                    | 0,6                                | 17,9                              | Keine Einfahrt                                                        |
| Hobart Brisbane Street (nur Ausfahrt)                  | 0,7                                | 17,8                              | Hobart Brisbane Street                                                |
| Glebe Scott Street, Lillie Street, Davenport Street    | 0,8–1,0                            | 17,7–17,5                         | Keine Einfahrt                                                        |
| North Hobart Warwick Street                            | 1,1                                | 17,4                              | North Hobart Warwick Street                                           |
| Glebe Shoobridge Street                                | 1,3                                | 17,2                              | North Hobart Burnett Street                                           |
| North Hobart Burnett Street                            | 1,3                                | 17,2                              | North Hobart Burnett Street                                           |
| Keine Einfahrt                                         | 1,7                                | 16,8                              | North Hobart Federal Street                                           |
| Queens Domain Clearys Gates Road                       | 2,4                                | 16,1                              | Keine Einfahrt                                                        |
| New Town Park Street (nur Ausfahrt)                    | 2,6                                | 15,9                              | New Town Park Street                                                  |
| Bellerive, Hobart Domain Highway                       | 3,2                                | 15,3                              | Bellerive, Hobart Domain Highway                                      |
| New Town Risdon Road                                   | 4,1                                | 14,4                              | New Town Risdon Road                                                  |
| Moonah Bowen Road                                      | 4,9                                | 13,6                              | Moonah Bowen Road                                                     |
| Lutana Ashbolt Crescent                                | 4,9                                | 13,6                              | Lutana Ashbolt Crescent                                               |
| Lutana Bowen Road                                      | 5                                  | 13,5                              | Keine Einfahrt                                                        |
| Derwent Park (Lutana) Derwent Park Road                | 5,6                                | 12,9                              | Derwent Park (Lutana) Derwent Park Road                               |
| Goodwood Lampton Avenue (Ost)                          | 6,3                                | 12,2                              | Derwent Park Lampton Avenue (West)                                    |
| Derwent Park Lampton Avenue (West)                     | 6,3                                | 12,2                              | Derwent Park Lampton Avenue (West)                                    |
| Derwent Park Howard Road                               | 7,1                                | 11,4                              | Derwent Park Howard Road                                              |
| Goodwood Renfrew Court                                 | 7,1                                | 11,4                              | Goodwood Renfrew Court                                                |
| Dowsing Point, Bowen Bridge Goodwood Road              | 7,5                                | 11                                | Dowsing Point, Bowen Bridge Goodwood Road                             |
| Glenorchy Elwick Road                                  | 7,6                                | 10,9                              | Glenorchy Elwick Road                                                 |
| Derwent Entertainment Centre Loyd Road                 | 8                                  | 10,5                              | Derwent Entertainment Centre Loyd Road                                |
| Montrose Duncan Street                                 | 9,1                                | 9,4                               | Montrose Duncan Street                                                |
| Foreshore Road (Sackgasse)                             | 9,1                                | 9,4                               | Foreshore Road (Sackgasse)                                            |
| Dodson Street (Sackgasse)                              | 9,6                                | 8,9                               | Dodson Street (Sackgasse)                                             |
| Berriedale, Rosetta Main Road                          | 10                                 | 8,5                               | Berriedale, Rosetta Main Road                                         |
| Berriedale, Collinsvale Berriedale Road (nur Einfahrt) | 10,6                               | 7,9                               | Berriedale, Collinsvale Berriedale Road                               |
| Chigwell, Claremont Claremont Link Road                | 12,4                               | 6,1                               | Chigwell, Claremont Claremont Link Road                               |
| Claremont Abbotsfield Road                             | 13,7                               | 4,8                               | Claremont Abbotsfield Road                                            |
| Claremont Hilton Road                                  | 15                                 | 3,5                               | Claremont Upper Hilton Road                                           |
| Start Autobahnähnliche Straße                          | 17,2                               | 1,3                               | Ende Autobahnähnliche Straße                                          |
| Granton Black Snake Road (nur Einfahrt)                | 17,9                               | 0,6                               | Granton Black Snake Road                                              |
| Granton Main Road (nur Ausfahrt)                       | 18,3                               | 0,2                               | keine Einfahrt                                                        |
| New Norfolk, Queenstown Lyell Highway                  | 18,5                               | 0                                 | New Norfolk, Queenstown Lyell Highway                                 |
| Start Brooker Highway vom Midland Highway              | 18,5                               | 0                                 | Ende Brooker Highway zum Midland Highway nach Bridgewater, Launceston |